# Sam (nome)
Sam  è un nome proprio di persona inglese maschile e femminile.

## Varianti
- Maschili: Sammie[1], Sammy[1]
- Femminili: Sammie[1], Sammy[1], Sammi[1]

## Origine e diffusione
Si tratta di un ipocoristico di nome che iniziano per sam-, come Samuel, Samson e Samantha. 
Non va confuso con Sem, che ha origine differente.

## Onomastico
Nessun santo porta il nome Sam, che quindi è adespota. L'onomastico si può festeggiare il 1º novembre, festa di Ognissanti, oppure lo stesso giorno del nome di cui costituisce un'abbreviazione.

## Persone

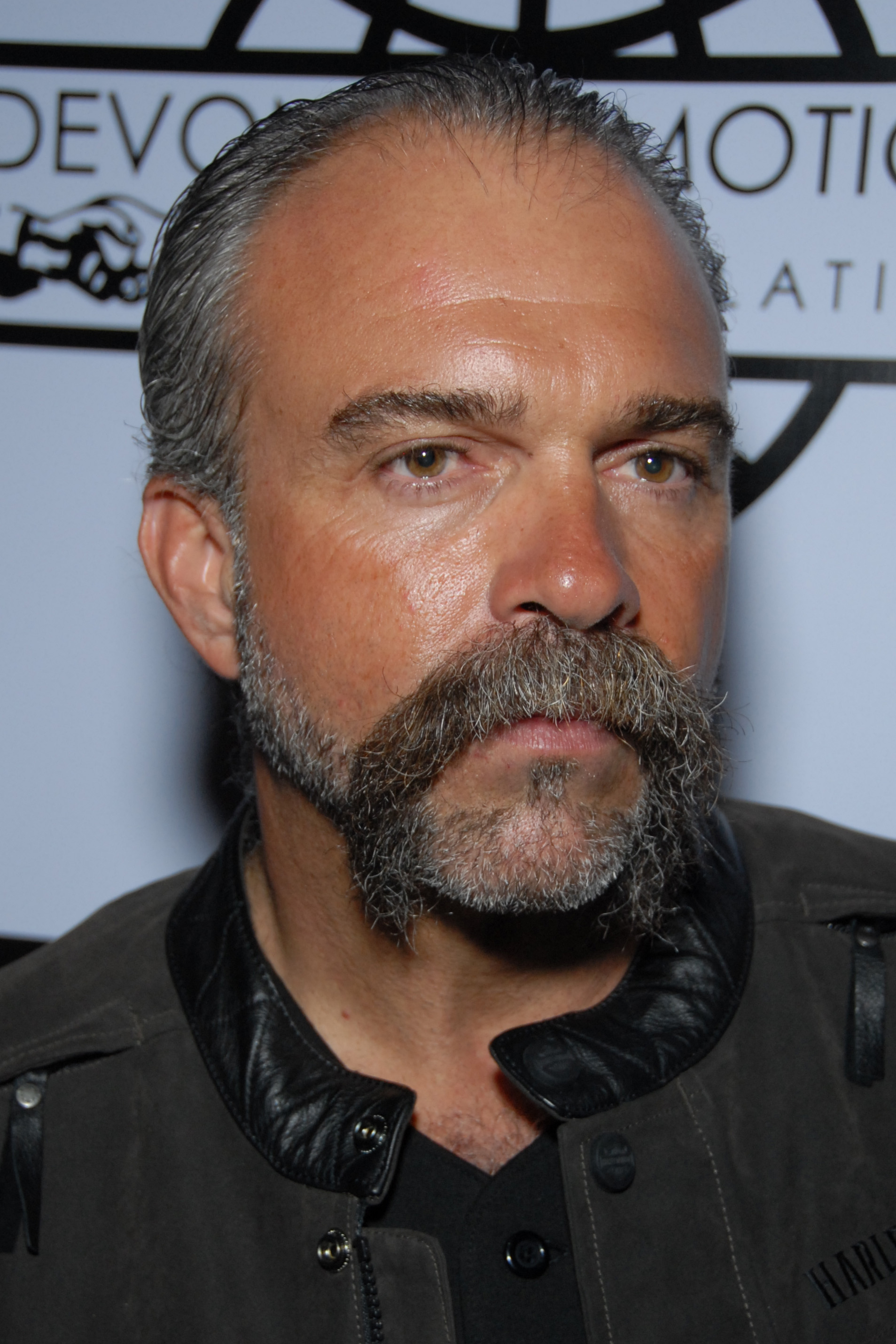
Sam Childers

### Maschile
- Sam Bird, pilota automobilistico britannico
- Sam Childers, attivista statunitense
- Sam Harris, filosofo e saggista statunitense
- Sam Huntington, attore statunitense
- Sam Jaffe, attore statunitense
- Sam Levene, attore statunitense
- Sam Mendes, regista e produttore cinematografico britannico
- Sam Roberts, cantautore canadese
- Sam Wood, regista statunitense

### Femminile
- Sam Taylor-Wood, artista e regista britannica

## Il nome nelle arti
- Sammy è la tartaruga protagonista dei film di animazione Le avventure di Sammy e Sammy 2 - La grande fuga e della serie televisiva Sammy & Co.
- Sam Sharp è un personaggio della serie A casa dei Loud.